# I Ain't Movin'
I Ain't Movin' è il secondo album della cantante britannica Des'ree. L'album, pubblicato nel 1994 dall'etichetta discografica Dusted Sound Records, contiene il noto singolo You Gotta Be.
Il disco è stato prodotto da Ashley Ingram.

## Tracce
CD (Soho Square 475843 6 (Sony)
1. Herald the Day - 5:09 (Des'ree, Jimmy Senya Haynes)
2. Crazy Maze - 4:37 (Vernon Jeffrey Smith, Des'ree, Peter Lord Moreland)
3. You Gotta Be - 4:06 (Des'ree, Ashley Ingram)
4. Little Child - 3:55 (Des'ree, Ashley Ingram)
5. Strong Enough - 4:44 (Vernon Jeffrey Smith, Des'ree, Peter Lord Moreland)
6. Trip on Love - 4:30 (Vernon Jeffrey Smith, Des'ree, Peter Lord Moreland)
7. I Ain't Movin' - 4:23 (Des'ree, Jimmy Senya Haynes)
8. Living in the City - 4:32 (Des'ree, Ashley Ingram)
9. In My Dreams - 4:14 (Des'ree, Jimmy Senya Haynes)
10. Love Is Here - 4:52 (Des'ree, Ashley Ingram)
11. I Ain't Movin' (Percussion Reprise) - 3:10
12. Feel So Hig - 3:53 (Des'ree, Michael Graves)

CD (Soho Square 475843 2 (Sony) / EAN 5099747584329)
1. Herald the Day - 5:09 (Des'ree, Jimmy Senya Haynes)
2. Crazy Maze - 4:37 (Vernon Jeffrey Smith, Des'ree, Peter Lord Moreland)
3. You Gotta Be - 4:06 (Des'ree, Ashley Ingram)
4. Little Child - 3:55 (Des'ree, Ashley Ingram)
5. Strong Enough - 4:44 (Vernon Jeffrey Smith, Des'ree, Peter Lord Moreland)
6. Trip on Love - 4:30 (Vernon Jeffrey Smith, Des'ree, Peter Lord Moreland)
7. I Ain't Movin' - 4:23 (Des'ree, Jimmy Senya Haynes)
8. Living in the City - 4:32 (Des'ree, Ashley Ingram)
9. In My Dreams - 4:14 (Des'ree, Jimmy Senya Haynes)
10. Love Is Here - 4:52 (Des'ree, Ashley Ingram)
11. I Ain't Movin' (Percussion Reprise) - 3:10

## Classifiche
| Classifica (1994) | Posizione raggiunta |
| ----------------- | ------------------- |
| Nuova Zelanda     | 6                   |
| Regno Unito       | 10                  |
| Australia         | 10                  |
| Paesi Bassi       | 70                  |
| Germania          | 90                  |
| Finlandia         | 1                   |